# Riksväg 27
Riksväg 27 är en 338 km lång svensk riksväg som går mellan Karlskrona och Göteborg via Växjö, Alvesta, Värnamo, Gislaved, Tranemo, och Borås.
Det är en viktig väg ur nationell synpunkt. Vägen används för resor bland annat mellan Göteborg och Borås (gemensam sträcka med riksväg 40) och till orter i södra Västergötland, västra och södra Småland, Blekinge samt Öland (via riksväg 25 och länsväg 137).
Vägen ingår från 2005 i EU-projektet SEB-Trans (Southeast Baltic Transport), som syftar till att förbättra förbindelser mellan de baltiska länderna, Polen och Sverige. EU anser detta vara en viktig väg för lastbilstrafik mellan Göteborgs hamn och Polen, och bidrar därför med pengar till förbättringar. De stora fraktfartygen kan inte gå till Östersjön, (se Baltimax) så lasten fraktas gärna med lastbil från Göteborg, eftersom den ändå måste fraktas med lastbil mellan Polens kust och aktuell godsmottagare.
Riksväg 27 gick före hösten 2005 enbart sträckan Växjö–Borås, men förlängdes då till att gå från Karlskrona till Göteborg istället. I samband med det bytte sträckan Ronneby–Växjö nummer från 30 till 27, och sträckan Göteborg–Borås började lite senare skyltas riksväg 27 tillsammans med riksväg 40. I resten av Göteborg skyltas dock inte vägen till riksväg 27 alls, utan enbart riksväg 40.

## Beskrivning av sträckan

### Karlskrona–Växjö
Mellan Karlskrona och Ronneby är vägen gemensam med E22. Sträckan Ronneby–Växjö är landsväg. Det finns några få planskilda trafikplatser. Vägen passerar rakt igenom Backaryd, Hallabro, Väckelsång, Ingelstad, och dessutom i utkanten av Tingsryd och Växjö. Förbi Växjö är vägen motorväg och motortrafikled, se riksväg 30 och Norrleden (Växjö).

### Växjö–Göteborg
På sträckan Växjö–Bor är vägen dragen utanför samhällena, med trafikplatser på en del ställen.
Vägen passerar genom Bor där hastigheten är sänkt till 30 km/h förbi skolan med hjälp av refuger. Efter Bor återgår vägen till landsväg. Strax innan Värnamo passerar vägen under E4:an som ansluts till via två rondeller, Bredastens- och Vandalorumrondellerna, samt under länsväg 151, över Lagan och under Götavägen. Vägen övergår därefter till mötesfri landsväg (2+1-väg) med planskilda korsningar. Vägen passerar genom Kärda för att sedan övergå till vanlig landsväg strax innan Forsheda.  Efter Forsheda fortsätter den mot Bredaryd. Där svänger 27:an av åt höger i en rondell, samtidigt som vägen rakt fram övergår till länsväg 153.
27:an går under länsväg 152 för att fortsätta mot Anderstorp och förbi Gislaved på en förbifart som öppnade i oktober 2013. Norr om Gislaved ansluter riksväg 26.
Vägen fortsätter sedan mot Tranemo, där den går under länsväg 156 när den passerar utanför samhället. Därefter passerar den utanför Limmared och Länghem. Vid korsningen med länsväg 154, nära passagen över Ätran, har en rondell byggts. Därifrån är vägen mötesfri landsväg (2+1) och passerar Aplared. (Denna del ersatte en mycket dålig väg genom Målsryd och Gånghester.) Vägen går vidare över riksväg 41 och Varbergsvägen och kommer slutligen fram till riksväg 40 vid Viaredsmotet. Den följer sedan riksväg 40 mot Göteborg.

### Alternativa vägar
Det finns vägar som kan vara alternativ till att följa Riksväg 27 för resor mellan Göteborg och Karlskrona eller andra orter längs 27:an.
- Göteborg–Karlskrona: E6-15-E22 (11 km längre, motorväg ungefär halva vägen). Vägen rekommenderas av många GPS-verktyg.
- Ingelstad–Rödeby: 122 (4 km kortare), mestadels 80-väg.

## Utbyggnadsplaner
- Det finns planer på mötesfri väg mellan Hillared och Gislaved.[källa behövs] Detta blir lite dyrare då det kräver breddning och är inte tidsplanerat. På kortare sikt planeras ombyggnad av korsningar med vänstersvängsficka, viltstängsel med mera.[1]
- En förbifart i form av 2+1-väg planeras förbi Bor, en tätort vägen går rakt igenom nu. Byggstart planeras till tidigast 2024.[2]
- Man planerar bygga ut till mötesfri 2+1-väg i Blekinge. Det innebär breddning av befintlig väg samt nya förbifarter öster om Backaryd och väster om Hallabro. Sträckan Möllenäs–Backaryd (6 km) byggdes 2015.[3].  Nästa etapp i Blekinge är Backaryd–Hallabro, 7 km. Arbetet påbörjades 2023 och det beräknas vara klart 2025.[4]

## Historia

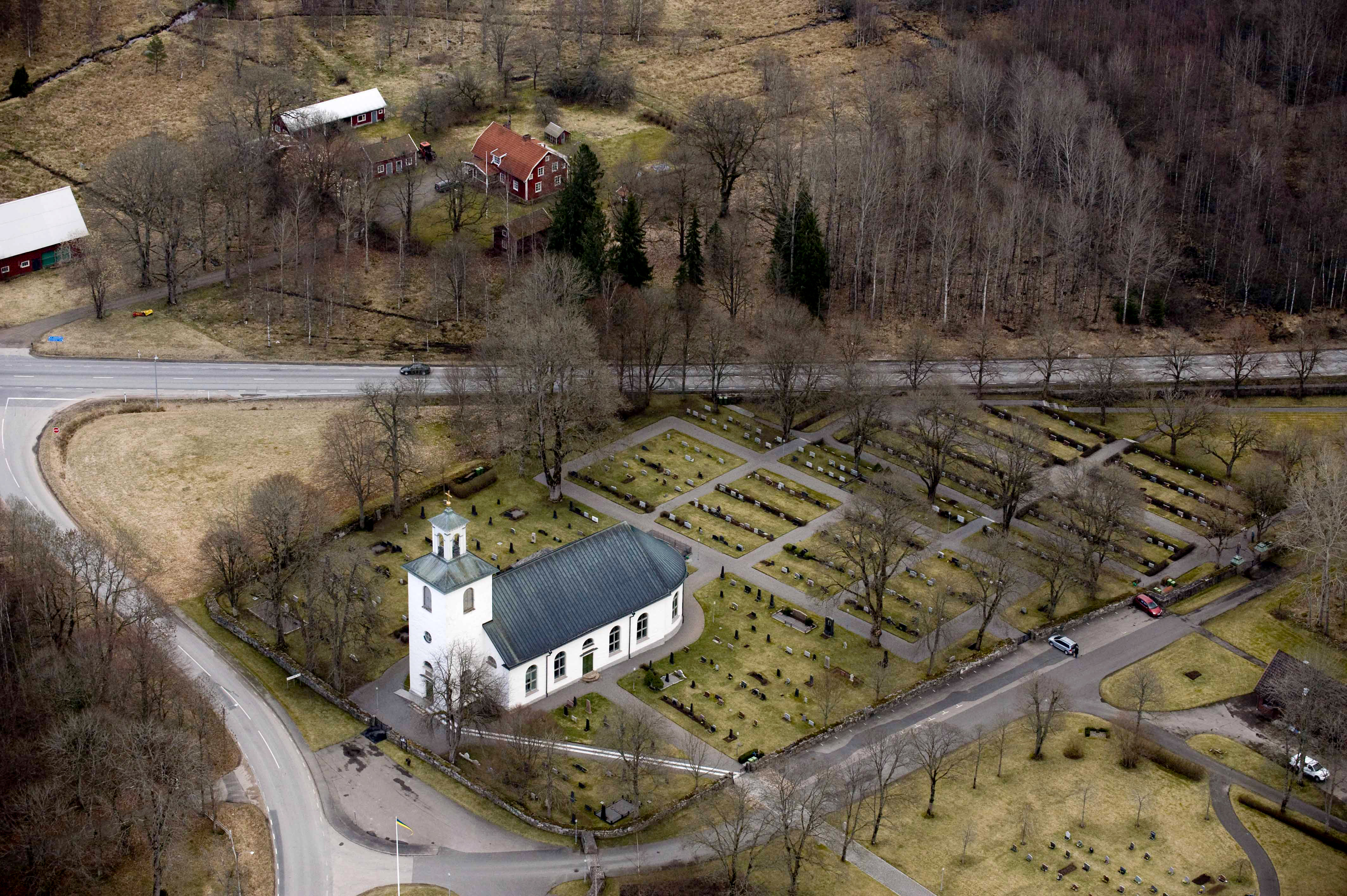
Voxtorps kyrka med riksväg 27 i bakgrunden.

Riksväg 27 infördes år 1962 på sträckan Växjö–Värnamo. Före 1962 hette den länsväg 113. På sträckan Värnamo–Gislaved –Borås fanns då bara småvägar (förutom länsväg 154 närmast Borås). Resor Växjö/Värnamo–Göteborg fick ske via Halmstad och/eller Varberg. Vägen följde samma sträckning 1946 som nu mellan Hjortsberga och Rydaholm och förbi Bor. Mellan söder om Bor och Rydaholm byggdes ny väg på sent 1960-tal, innan dess gick vägen en omväg västerut. Mellan Växjö och Hjortsberga byggdes ny väg på 1970-talet. Innan dess gick vägen via Gemla.
På 1970-talet förlängdes riksväg 27 till Borås. Man hade då byggt en helt ny väg mellan Sexdrega och Gislaved. Mellan Gislaved och Värnamo fanns en onumrerad väg som byggts till god standard på 1960-talet, förutom att den gick genom Gislaved. På sträckan Sexdrega–Borås fanns länsväg 154 (mellan 1945 och 1962 benämnd länsväg 107). Den sträckan förbättrades inte förrän ny väg byggdes Aplared-Borås på 00-talet, och var innan dess riksväg 27:s sämsta del. Den delen var under 1990-talet en av det svenska huvudvägnätets sämsta sträckor.
I oktober 2013 öppnades en ny mötesfri landsväg förbi Gislaved. Förut gick vägen genom tätorten.
Riksväg 27 gick före hösten 2005 Växjö–Borås, men förlängdes då till att gå från Ronneby till Göteborg istället. I samband med det bytte sträckan Ronneby–Växjö nummer från riksväg 30 till riksväg 27. Sommaren 2006 började sträckan Göteborg–Borås skyltas väg 27 tillsammans med väg 40.
Sträckan Ronneby–Växjö hette före 1962 väg 80, och 1962-2005 alltså väg 30. Denna väg gick på 1940-talet i princip i samma sträckning som 2008, dock har flera vägavsnitt breddats och flyttats, vägarna igenom Ingelstad och Väckelsång går på nya huvudgator igenom samhällena som byggdes under 1940-talet. Förbifarten förbi Växjö är byggd olika tidpunkter. Norrleden är från sena 1970-talet. Motorvägen i västra Växjö är från sena 1960-talet eller tidiga 1970-talet, liksom infarten söder om Växjö. Vägen i Tingsryd går där Bredåkra–Tingsryds Järnväg, järnvägen mellan Ronneby och Växjö gick, hade sin bangård längs med sjön Tiken och byggdes under 1980-talet. Mellan Ronneby och Möllenäs förbi Hasselstad där F17 har sin verksamhet invigdes en ny väg 1996. Tidigare gick vägen igenom Hasselstad, Bredåkra kyrka och passerade under Blekinge kustbana i en smal tunnel.

## Trafikplatser och anslutningar
|                                                                   | Nr             | Namn                       | Skyltning                              |
| ----------------------------------------------------------------- | -------------- | -------------------------- | -------------------------------------- |
| Motorväg Göteborg-Borås, se trafikplatserna i artikeln Riksväg 40 |                |                            |                                        |
|                                                                   | 83             | Viaredsmotet               | Jönköping (rv 27 svänger)              |
| Landsväg Borås-Växjö, enstaka planskilda korsningar finns         |                |                            |                                        |
|                                                                   |                |                            | Viared                                 |
|                                                                   |                | Trafikplats Osdal          |                                        |
|                                                                   |                | Trafikplats Kråkered       | Varberg, Borås                         |
|                                                                   |                |                            | Kråkered                               |
|                                                                   |                | ?                          | Stuvered                               |
|                                                                   |                | ?                          | Skansasjön, Sävshult                   |
|                                                                   |                | ?                          | Aplared, Dalsjöfors                    |
|                                                                   |                | ?                          | Aplared                                |
|                                                                   |                |                            | Falkenberg Svenljunga                  |
|                                                                   |                |                            | Ulricehamn                             |
|                                                                   |                | Trafikplats Björsdamm      | Tranemo, Jönköping Svenljunga          |
|                                                                   | Avfart         | Trafikplats Gislaved Norra | Halmstad                               |
|                                                                   |                | Gislaved Norra             | Gislaved Jönköping                     |
|                                                                   |                | Trafikplats Gislaved Östra | Gislaved, Henja                        |
|                                                                   |                | Trafikplats Anderstorp     | Anderstorp                             |
|                                                                   |                | Anderstorp                 |                                        |
|                                                                   |                | Anderstorp                 |                                        |
|                                                                   |                | Anderstorp                 | Lövås, Törås                           |
|                                                                   |                | Ryd                        | Reftele                                |
|                                                                   |                | Bredaryd                   | Skillingaryd Bredaryd                  |
|                                                                   |                | Bredaryd                   | Varberg Smålandsstenar (rv 27 svänger) |
|                                                                   |                | Trafikplats Sörsjö         | Värnamo V, Hestra                      |
|                                                                   |                | Trafikplats Mossle         | Värnamo, Åminne                        |
|                                                                   |                | Trafikplats Nöbbele        | Värnamo, Tånnö                         |
|                                                                   | motorväg       | Trafikplats Värnamo Södra  | Helsingborg Stockholm                  |
|                                                                   |                | Trafikplats Rydaholm       | Rydaholm                               |
|                                                                   |                | Hjortsberga                | Halmstad (rv 27 svänger)               |
|                                                                   |                | Trafikplats Alvesta        | Alvesta, Lammhult Karlshamn?           |
|                                                                   |                | Trafikplats Lekaryd        | Alvesta, Lekaryd?                      |
|                                                                   |                | Trafikplats Hanaslöv       | Lönås                                  |
| Motorväg vid västra delen av Växjö                                |                |                            |                                        |
|                                                                   |                | Trafikplats Öjaby          | Jönköping                              |
|                                                                   |                | Trafikplats Helgevärma     | Malmö; Växjö C (rv 27 svänger)         |
| Motortrafikled förbi Växjö (Norrleden)                            |                |                            |                                        |
|                                                                   |                | Trafikplats Araby          | Araby                                  |
|                                                                   |                | Trafikplats Hovshaga       | Kronoberg                              |
|                                                                   |                | Trafikplats Norremark      | Linköping, Oskarshamn                  |
| Landsväg Växjö-Ronneby, enstaka planskilda korsningar finns       |                |                            |                                        |
|                                                                   |                | Högstorp (Växjö)           | Kalmar                                 |
|                                                                   |                |                            | Karlskrona                             |
|                                                                   |                | Tingsryd                   | Traryd?                                |
|                                                                   |                | Tingsryd                   | Nybro?                                 |
|                                                                   |                | Djuramåla                  | Karlshamn                              |
|                                                                   |                | Trafikplats Kallinge       | Flygplats                              |
|                                                                   | motortrafikled | Trafikplats Ronneby Väst   | Malmö Kalmar                           |